# 24679 Van Rensbergen
24679 Van Rensbergen è un asteroide della fascia principale. Scoperto nel 1989, presenta un'orbita caratterizzata da un semiasse maggiore pari a 2,2242065 UA e da un'eccentricità di 0,1191750, inclinata di 6,16555° rispetto all'eclittica.
L'asteroide era stato inizialmente battezzato 24679 van Rensbergen per poi essere corretto nella denominazione attuale.
L'asteroide è dedicato al fisico belga Walter Van Rensbergen.